# Департамент общественной безопасности Американского Самоа
Департамент общественной безопасности Американского Самоа , ранее территориальная полиция Американского Самоа — это  правоохранительный орган на Американском Самоа, который имеет юрисдикцию на всей территории остров. Он был создан для защиты жизни и имущества граждан. ДОБ имеет в себе полицию, исправительное учреждение и пожарные подразделения.
Департаменты полиции аэропорта, портовой полиции и полиции кампуса также осуществляют деятельность на Американских Самоа.
Стандартным оружием полиции на островах является Glock 17.

## Исправительные учреждения
Департамент отвечает за исправительное учреждение Тафуна, единственное пенитенциарное учреждение на островах.
В 2008 году бывший начальник Тафуна — Мика Келемент, наряду с тюремным охранником, получили тюремные сроки за нарушение гражданских прав от федеральных органов власти США.